# Respect
Respect är en soullåt komponerad och lanserad av Otis Redding 1965. Den släpptes som singel och fanns även med på hans album Otis Blue. Låten blev en framgång för Redding i USA men blev betydligt mer känd när Aretha Franklin 1967 lanserade sin version av låten på singel, och på albumet I Never Loved a Man the Way I Love You. Hennes version toppade Billboard-listan och belönades senare med två Grammy Awards, "Bästa R&B-inspelning" och "Bästa R&B-sångframförande av en kvinna". Den blev även en hit i Europa.
Aretha Franklins version av låten är listad som #5 i magasinet Rolling Stones lista The 500 Greatest Songs of All Time. Den finns även med på Rock and Roll Hall of Fames lista "500 låtar som skapade rock'n'roll".

## Listplaceringar, Otis Redding
| Lista (1965) | Position                  |
| ------------ | ------------------------- |
| USA          | 35 (Billboard Hot 100)    |
| USA          | 4 (Billboard R&B Singles) |

## Listplaceringar, Aretha Franklin
| Lista (1967)   | Position                  |
| -------------- | ------------------------- |
| Australien     | 15 (Go Set)               |
| Frankrike      | 7                         |
| Kanada         | 3 (RPM)                   |
| Nederländerna  | 7                         |
| Storbritannien | 10                        |
| USA            | 1 (Billboard Hot 100)     |
| USA            | 1 (Billboard R&B Singles) |
| Västtyskland   | 23                        |
| Österrike      | 17                        |